# Nilar Win
Nilar Win (1960-2016), de son vrai nom « Maung Myint » (francisé en Maxime Myrte), est un champion birman de Lethwei (boxe birmane), cinq fois champion du monde de boxe traditionnelle de Birmanie dans les années 1980.

## Biographie
Au début des années 1980, il s’installe en France, dans la région parisienne, où il forme de nombreux combattants et champions de boxes pieds-poings. Il a notamment entraîné dans les années 1990 le poids lourd Patrice Quarteron. Il est le fondateur et coach principal de son club, le Nilar Win Mermoz à Viry-Chatillon (91). Il était impliqué depuis plusieurs années dans la Commission de Bando et Boxe Birmane « Lethwei » pour développer en France son sport d’origine le Myanmar Lethwei.